# Proton Savvy

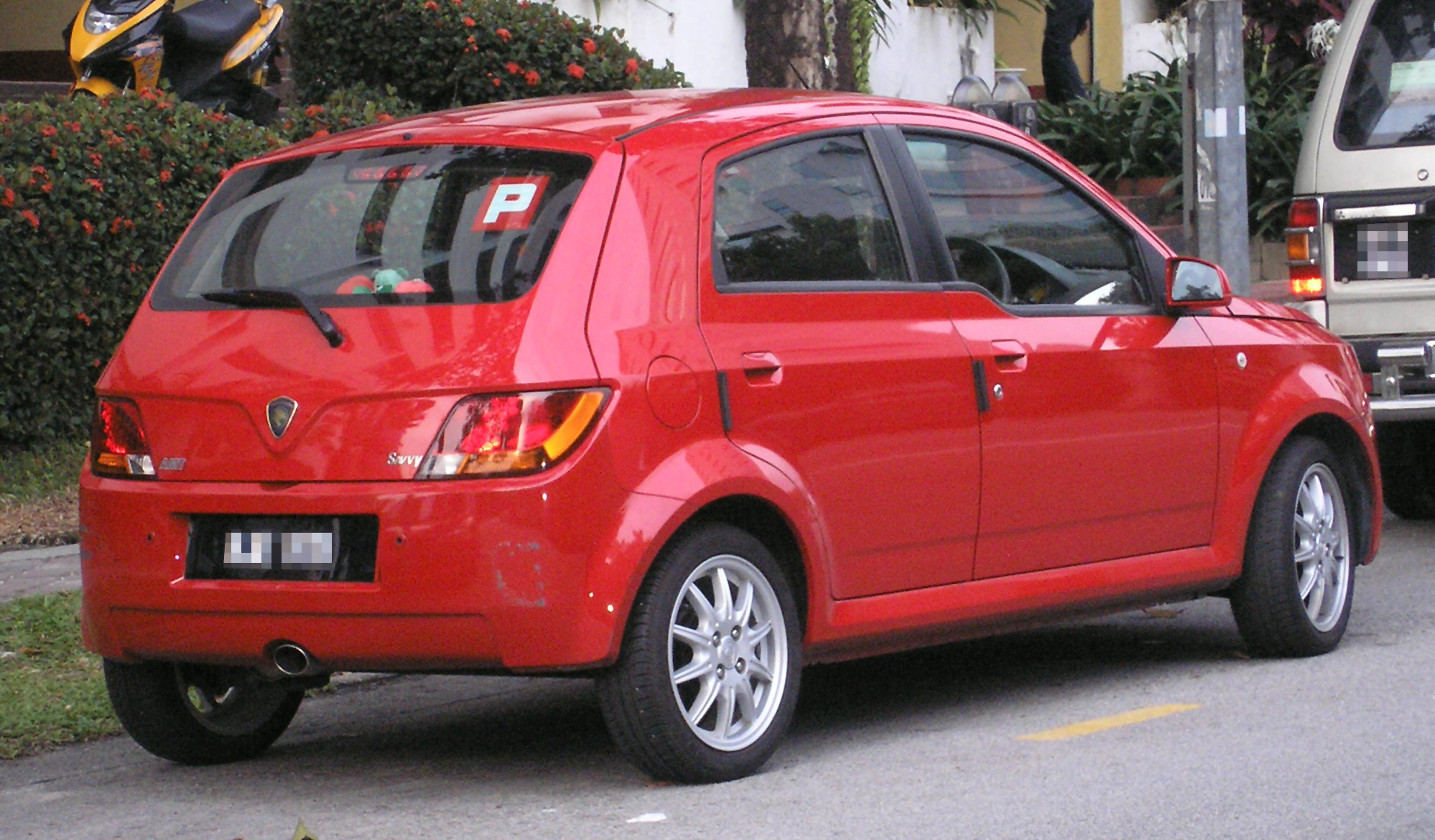
Parte trasera del Savvy.

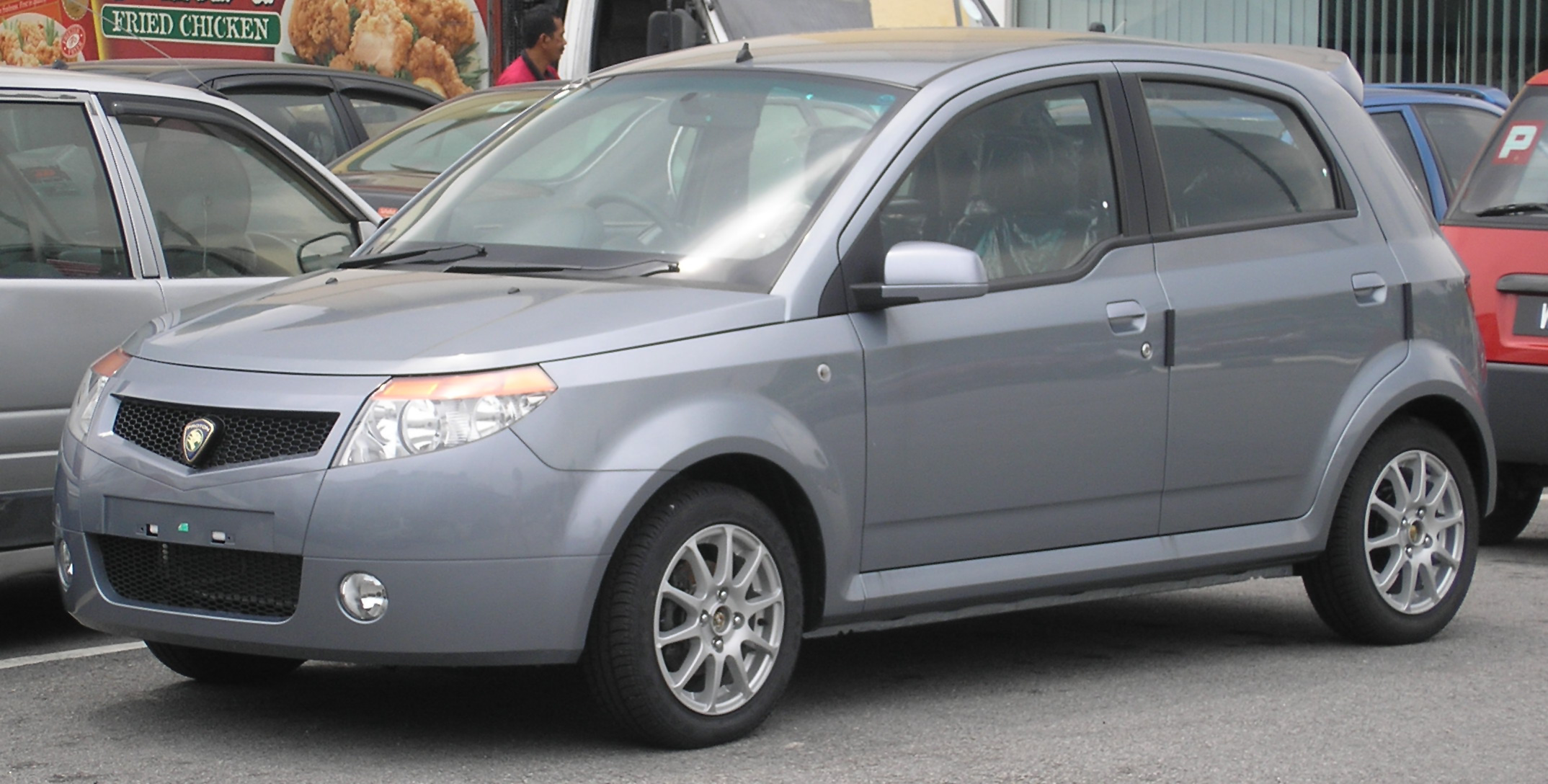
Rediseño del Savvy.

El Proton Savvy es un automóvil de turismo fabricado por la compañía malaya Proton desde 2005. En Malasia se puso a la venta en junio de 2005 con cambio manual, y la versión semiautomática en noviembre de 2005. En el Reino Unido, el vehículo se lanzó en septiembre de 2005. La versión rediseñada se lanzó al mercado en enero de 2007.
El Savvy equipa un motor de 1,2 L SOHC de 16 válvulas diseñado por Renault, similar a los usados en los Renault Clio y Renault Twingo.

## Motor
- 1,2 L, fabricado por Renault, modelo Renault D-Type Engine, de 4 cilindros en línea.
- Potencia máxima: 75 CV a 5500 rpm
- Par máximo:105 N·m a 4250 rpm
- Neumáticos: 175/50 R15
- Consumo de combustible:4,2 L/100km
- Aceleración (0-100km/h):12 s
- Velocidad máxima:159 km/h

## Savvy Zerokit
En 2006, Proton introdujo el Savvy Zerokit, que incluye faldones y alerón trasero diseñados por R3 y fabricados en fibra; además de unas llantas JRD de 15 pulgadas. Otras opciones son los faros delanteros oscurecidos, suspensión de competición y un tubo de escape que aumenta la potencia del modelo hasta los 78 CV.
- Datos: Q772166
- Multimedia: Proton Savvy / Q772166